# Abdel-Karim El-Gohary
Abel-Karim El-Gohary (ar. عبد الكريم الجوهري; ur. 1 stycznia 1947 – zm. 11 października 2018) – egipski piłkarz grający na pozycji środkowego obrońcy. W swojej karierze grał w reprezentacji Egiptu.

## Kariera klubowa
Całą swoją karierę piłkarską El-Gohary spędził w klubie Zamalek SC. Zadebiutował w nim w 1963 roku i grał w nim do 1976 roku. Wywalczył z nim dwa tytuły mistrza Egiptu w sezonach 1963/1964 i 1964/1965. Zdobył też Puchar Egiptu w sezonie 1974/1975.

## Kariera reprezentacyjna
W reprezentacji Egiptu El-Gohary zadebiutował w 1969 roku. W 1970 roku powołano go do kadry na Puchar Narodów Afryki 1970. Wystąpił w nim w jednym meczu, o 3. miejsce z Wybrzeżem Kości Słoniowej (3:1). Z Egiptem zajął 3. miejsce.
W 1974 roku El-Gohary'ego powołano do kadry Egiptu na Puchar Narodów Afryki 1974. Zagrał w nim w trzech meczach: grupowych z Ugandą (2:1) i z Zambią (3:1) oraz w półfinałowym z Zairem (2:3). Z Egiptem ponownie zajął 3. miejsce.
W 1976 roku El-Gohary był w kadrze Egiptu na Puchar Narodów Afryki 1976. Na tym turnieju zagrał jeden mecz, grupowy z Ugandą (2:1). Z Egiptem zajął w nim 4. miejsce. W kadrze narodowej grał do 1976 roku.